# 6. alpinski polk
6. alpinski polk (izvirno italijansko 6° reggimento Alpini) je alpinski polk Italijanske kopenske vojske.

## Organizacija
1882
- Alpinski bataljon Val d'Orco
- Alpinski bataljon Val d'Aosta
- Alpinski bataljon Val Tagliamento

1886
- Alpinski bataljon Verona
- Alpinski bataljon Vicenza
- Alpinski bataljon Bassano
- Alpinski bataljon Pieve di Cadore
- Alpinski bataljon Gemona

1915-1919
- Alpinski bataljon Verona
- Alpinski bataljon Val d'Adige
- Alpinski bataljon Monte Baldo
- Alpinski bataljon Vicenza
- Alpinski bataljon Val Leogra
- Alpinski bataljon Monte Berico
- Alpinski bataljon Monte Pasubio
- Alpinski bataljon Bassano
- Alpinski bataljon Val Brenta
- Alpinski bataljon Sette Comuni

Danes
- Štab

- Štabna in logistično-podporna četa
- Alpinski bataljon Morbegno

- 62. alpinska četa
- 63. alpinska četa
- 74. alpinska četa